# Campeonato da Oceania Juvenil de Atletismo de 2013
O Campeonato da Oceania Juvenil de Atletismo de 2013 foi a 12ª edição da competição organizada pela Associação de Atletismo da Oceania para atletas com menos de 18 anos, classificados como juvenil. O campeonato foi realizado em conjunto com o Campeonato da Oceania de Atletismo de 2013 entre os dias 3 a 5 de junho de 2013. Teve como sede o Estádio Pater Te Hono Nui, na cidade de Papeete, na Polinésia Francesa, sendo disputadas 40 provas (21 masculino, 19 feminino). Foram fornecidos relatórios detalhados diariamente. 

## Medalhistas
Os resultados completos podem ser encontrados nos sites da Associação de Atletismo da Oceania. 

### Masculino
| Evento                      | Ouro                                                                          | Ouro     | Prata                                                                              | Prata   | Bronze                                 | Bronze   |
| --------------------------- | ----------------------------------------------------------------------------- | -------- | ---------------------------------------------------------------------------------- | ------- | -------------------------------------- | -------- |
| 100 metros                  | Joshua Billington · Nova Zelândia                                             | 11.03    | Austen Heuvel · Nova Zelândia                                                      | 11.08   | Jacob Matson · Nova Zelândia           | 11.15    |
| 200 metros                  | James Kermond · Austrália                                                     | 22.07    | Namataiki Tevenino · Polinésia Francesa                                            | 23.41   | Faresa Kapisi · Samoa Americana        | 23.51    |
| 400 metros                  | James Kermond · Austrália                                                     | 47.93    | Bailey Stewart · Nova Zelândia                                                     | 48.88   | Joshua Ledger · Nova Zelândia          | 49.61    |
| 800 metros                  | Bailey Stewart · Nova Zelândia                                                | 1:56.88  | Joshua Ledger · Nova Zelândia                                                      | 1:58.53 | Tom Joe · Vanuatu                      | 2:02.46  |
| 1 500 metros                | Joshua Kentwell · Austrália                                                   | 4:04.91  | Jordan De Spong · Nova Zelândia                                                    | 4:08.23 | Tom Joe · Vanuatu                      | 4:12.74  |
| 3 000 metros                | Rosfelo Siosi · Ilhas Salomão                                                 | 9:35.93  | Louis Ligerot · Polinésia Francesa                                                 | 9:56.37 | Etienne Fleure Costa oeste do Taiti    | 10:09.27 |
| 5 km marcha atlética        | Kyle Bird · Austrália                                                         | 25:33.61 |                                                                                    |         |                                        |          |
| 110 metros barreiras        | Eliot Wilkins · Austrália                                                     | 14.61    | Luca Denee · Nova Zelândia                                                         | 15.45   |                                        |          |
| 400 metros barreiras        | Rene Zacchini · Austrália                                                     | 55.09    | Josh Stockill · Austrália                                                          | 55.11   |                                        |          |
| 2.000 metros com obstáculos | Joshua Kentwell · Austrália                                                   | 6:23.80  | Jordan De Spong · Nova Zelândia                                                    | 6:27.18 | Lilian Boileau · Polinésia Francesa    | 7:17.94  |
| 4×100 metros estafetas      | Nova Zelândia · Rene Zacchini · Josh Stockill · Patrick Frith · James Kermond | 45.10    |                                                                                    |         |                                        |          |
| 4×400 metros estafetas      | Austrália} · Rene Zacchini · Josh Stockill · Patrick Frith · James Kermond    | 3:22.83  | Nova Zelândia · Bailey Stewart · Jordan De Spong · Joshua Ledger · Caleb Bensemann | 3:27.89 |                                        |          |
| Salto em altura             | Cory McDermott · Nova Zelândia                                                | 1.95m    | Robin Hilaire · Polinésia Francesa                                                 | 1.85m   | Taurere Teganahau · Polinésia Francesa | 1.70m    |
| Salto com vara              | Luca Denee · Nova Zelândia                                                    | 4.70m    | Robin Hilaire · Polinésia Francesa                                                 | 3.60m   | Reggie Taumaa · Polinésia Francesa     | 3.00m    |
| Salto em comprimento        | Joshua Billington · Nova Zelândia                                             | 6.85m    | Taurere Teganahau · Polinésia Francesa                                             | 6.36m   | Sean Pay · Nova Zelândia               | 6.12m    |
| Salto triplo                | Sean Pay · Nova Zelândia                                                      | 13.35m   | Caleb Bensemann · Nova Zelândia                                                    | 13.03m  |                                        |          |
| Arremesso de peso           | Sandy Dalton · Austrália                                                      | 16.48m   | Ashley Craig · Nova Zelândia                                                       | 16.02m  | Toriki Rey · Polinésia Francesa        | 11.29m   |
| Lançamento de disco         | Sandy Dalton · Austrália                                                      | 49.19m   | Ashley Craig · Nova Zelândia                                                       | 38.60m  | Taui Saisai Hauma · Tuvalu             | 29.71m   |
| Lançamento do martelo       | Sandy Dalton · Austrália                                                      | 65.11m   | Ashley Craig · Nova Zelândia                                                       | 49.59m  |                                        |          |
| Lançamento do dardo         | Robin Hilaire · Polinésia Francesa                                            | 48.33m   |                                                                                    |         |                                        |          |
| Octatlo                     | Aaron Booth · Nova Zelândia                                                   | 5231     | Joseph Staladi · Nova Zelândia                                                     | 4486    | Robin Hilaire · Polinésia Francesa     | 4401     |

### Feminino
| Evento                      | Ouro                                                                               | Ouro     | Prata                                                                              | Prata    | Bronze                                                                          | Bronze   |
| --------------------------- | ---------------------------------------------------------------------------------- | -------- | ---------------------------------------------------------------------------------- | -------- | ------------------------------------------------------------------------------- | -------- |
| 100 metros                  | Mikaela Jefferson · Nova Zelândia                                                  | 12.52    | Raquel Walker · Guam                                                               | 13.03    | Christina Ashton · Nova Zelândia                                                | 13.03    |
| 200 metros                  | Carlie Whitford · Austrália                                                        | 26.15    | Raquel Walker · Guam                                                               | 26.71    | Regine Tugade · Guam                                                            | 26.84    |
| 400 metros                  | Alina Tape · Austrália                                                             | 58.86    | Jemima Tennekoon · Nova Zelândia                                                   | 59.91    | Rita Fontaine / Norte da Austrália                                              | 60.77    |
| 800 metros                  | Alina Tape · Austrália                                                             | 2:11.41  | Arianna Lord · Nova Zelândia                                                       | 2:11.45  | Isabella Smith · Austrália                                                      | 2:11.90  |
| 1 500 metros                | Arianna Lord · Nova Zelândia                                                       | 4:40.48  | Isabella Smith · Austrália                                                         | 4:40.77  | Bethany Croft · Austrália                                                       | 4:58.70  |
| 3 000 metros                | Chloe Andres · Polinésia Francesa                                                  | 11:48.92 | Tiphanie Saint-Blancat · Polinésia Francesa                                        | 12:02.40 | Gabrielle Race · Marianas Setentrionais                                         | 12:33.12 |
| 5 km marcha atlética        | Jasmine Dighton · Austrália                                                        | 25:56.67 | Tayla-Paige Billington · Austrália                                                 | 26:16.73 |                                                                                 |          |
| 100 metros barreiras        | Carlie Whitford · Austrália                                                        | 14.43    | Michaela Emblem · Austrália                                                        | 14.51    | [Natalie Setiadji]] · Austrália                                                 | 14.73    |
| 400 metros barreiras        | Carlie Whitford · Austrália                                                        | 64.76    | Kristin Kalemusic · Austrália                                                      | 68.72    | Chloe Botella / Norte da Austrália                                              | 74.71    |
| 2.000 metros com obstáculos | Georgia Winkcup · Austrália                                                        | 7:09.24  | Bethany Croft · Austrália                                                          | 7:22.93  | Ffion Muhl · Nova Zelândia                                                      | 8:00.07  |
| 4×100 metros estafetas      | Nova Zelândia · Christina Ashton · Sian Chapman · Mikaela Jefferson · Kate Plimmer | 50.73    | Polinésia Francesa · Tea Boyer · Hinatea Pito · HerEani Manate · Taiana Mothe      | 52.69    | Costa oeste do Taiti Kahaia Dauphin Lea Pouliquen Nahema Agussan Tahiona Doucet | 53.39    |
| 4×400 metros estafetas      | Austrália · Kristin Kalemusic · Alina Tape · Isabella Smith · Bethany Croft        | 4:03.45  | Nova Zelândia · Mikaela Jefferson · Arianna Lord · Kate Plimmer · Jemima Tennekoon | 4:09.40  |                                                                                 |          |
| Salto em altura             | Aprille Mincher · Nova Zelândia                                                    | 1.58m    | Chloe Botella / Norte da Austrália                                                 | 1.58m    | Nahema Agussan > Costa oeste do Taiti                                           | 1.49m    |
| Salto em comprimento        | Kate Plimmer · Nova Zelândia                                                       | 5.34m    | Emma Hopcroft · Nova Zelândia                                                      | 5.07m    | Teiti Tupuna · Ilhas Cook                                                       | 4.91m    |
| Salto triplo                | Aprille Mincher · Nova Zelândia                                                    | 10.90m   | Kate Plimmer · Nova Zelândia                                                       | 10.77m   | Emma Hopcroft · Nova Zelândia                                                   | 10.64m   |
| Arremesso de peso           | Luisa Sekona · Austrália                                                           | 14.88m   | Kamaia Peina · Austrália                                                           | 13.98m   | Katie Smith · Nova Zelândia                                                     | 13.78m   |
| Lançamento de disco         | Kirsty Williams · Austrália                                                        | 45.27m   | Lauren Bruce · Nova Zelândia                                                       | 39.22m   | Monica Dimon · Austrália                                                        | 37.82m   |
| Lançamento do martelo       | Lauren Bruce · Nova Zelândia                                                       | 55.10m   | Taylor Jade Minslow · Austrália                                                    | 49.01m   | Emma Kruszona · Nova Zelândia                                                   | 48.32m   |
| Lançamento do dardo         | Emilie Falelavaki · Wallis e Futuna                                                | 46.50m   | Laura Overton · Nova Zelândia                                                      | 45.41m   | Kamaia Peina · Austrália                                                        | 42.58m   |

## Quadro de medalhas (não oficial)
| Ordem | País                   | Medalha de ouro | Medalha de prata | Medalha de bronze | Total |
| ----- | ---------------------- | --------------- | ---------------- | ----------------- | ----- |
| 1     | Austrália              | 21              | 8                | 5                 | 34    |
| 2     | Nova Zelândia          | 15              | 19               | 8                 | 42    |
| 3     | Polinésia Francesa     | 2               | 7                | 5                 | 14    |
| 4     | Ilhas Salomão          | 1               | 0                | 0                 | 1     |
| 4     | Wallis e Futuna        | 1               | 0                | 0                 | 1     |
| 6     | Guam                   | 0               | 2                | 1                 | 3     |
| 7     | / Norte da Austrália   | 0               | 1                | 2                 | 3     |
| 8     | Costa oeste do Taiti   | 0               | 0                | 3                 | 3     |
| 9     | Vanuatu                | 0               | 0                | 2                 | 2     |
| 10    | Samoa Americana        | 0               | 0                | 1                 | 1     |
| 10    | Ilhas Cook             | 0               | 0                | 1                 | 1     |
| 10    | Marianas Setentrionais | 0               | 0                | 1                 | 1     |
| 10    | Tuvalu                 | 0               | 0                | 1                 | 1     |
| Total | Total                  | 40              | 37               | 30                | 107   |

## Participantes (não oficial)
Segundo uma contagem não oficial, 116 atletas de 17 países participaram. Além de 14 equipes membros da AAO e 1 membro associado, havia uma equipe de Wallis e Futuna, que não é membro da AAO, e duas equipes regionais: Uma equipe local apelidada de "Costa Oeste do Taiti"  (TWC nas listas de resultados)  e uma "Equipe Regional da Austrália".  (RAT nas listas de resultados) 
| - Samoa Americana (3) - Austrália (23) - Ilhas Cook (2) - Polinésia Francesa (16) - Guam (2) - Ilhas Marshall (1) | - Nova Caledônia (4) - Nova Zelândia (27) - / Norte da Austrália (4) - Marianas Setentrionais (1) - Palau (2) - Ilhas Salomão (1) | - Costa oeste do Taiti (23) - Tonga (1) - Tuvalu (1) - Vanuatu (2) - Wallis e Futuna (3) |